# Mikhaïl Romanov
Pour les articles homonymes, voir Romanov.
Mikhail Timofeyevich Romanov (russe : Михаил Тимофеевич Романов ; 3 novembre 1891 - 3 décembre 1941) est un général de division de l'Armée rouge. Romanov a servi dans l'armée impériale russe pendant la Première Guerre mondiale et rejoint l'Armée rouge ; il occupe des postes de commandement pendant la guerre civile russe. En 1939, Romanov devient commandant de la 185e division de fusiliers. Il suit des cours à l'Académie militaire de l'état-major général et devient commandant de la 172e division de fusiliers. Romanov dirige la division lors du siège de Moguilev et est fait prisonnier lors de la tentative d'évasion soviétique. Il est envoyé au camp de prisonniers de guerre de Hammelburg et y est mort en décembre 1941. 

## Première Guerre mondiale et guerre civile russe
Romanov est né le 3 novembre 1891 à Nijni Novgorod, son père est artisan. Son père est mort quand Romanov avait quinze ans, après que ce dernier a obtenu son diplôme de l'école de la ville. Pour soutenir sa mère et sa sœur, il travaille comme artisan. En septembre 1915, il est mobilisé dans le cadre d'un appel de la milice dans l'armée impériale russe, devenant un ratnik 2-go razryada (guerrier de 2e classe) dans le 153e bataillon de réserve séparé, stationné à Koungour. Transféré au 139e bataillon de réserve à Chadrinsk en février 1916, Romanov y est diplômé d'un cours préparatoire pour adjudants avant d'être instruit à l'école des adjudants de Tchistopol à partir de la fin mars. Après avoir obtenu son diplôme de l'école en août, Romanov est affecté au 243e régiment de réserve à Nikolayevskoy sloboda en tant qu'unter-ofitser junior. Il est de nouveau transféré au 50e régiment de réserve à Rjev en janvier 1917, où il sert successivement en tant que commandant de peloton, commandant adjoint de compagnie et commandant de compagnie. Romanov vit avec sa femme Marya Yefimovna à Rzhev, tandis que cette dernière travaille comme télégraphiste. Au lendemain de la révolution de Février, Romanov devient membre du comité régimentaire. 
Romanov est envoyé à l'armée de première ligne en novembre 1917 en remplacement du 4e régiment de fusiliers de la 1re division de fusiliers du Caucase, étant élu commandant adjoint du bataillon à son arrivée, après la révolution d'Octobre . Avec le même régiment, il sert par la suite comme chef d'état-major d'un détachement consolidé chargé de la défense de Jakobstadt. Alors que l'armée se désintègre, Romanov part en congé en janvier 1918 et est démobilisé en tant que podporuchik un mois plus tard. 
De retour à Rzhev, Romanov y rejoint l'Armée rouge le 5 juin et devient commandant de compagnie dans le 4e régiment de fusiliers de Karatchev de la 2e division de fusiliers de Tver. Le régiment est transféré à Zoubtsov en octobre, où il est réorganisé en tant que bataillon spécialisé dans la 1re division de fusiliers ; Romanov est devenu le chef de l'école du bataillon. Le bataillon est envoyé sur le front de l'Est en mai 1919, combattant l'armée blanche à Samara, Orenbourg et Akhtoubinsk. Blessé dans un déraillement de train à la voie d'évitement du rail Aim le 30 octobre, il devient chef de l'école régimentaire du 2e régiment de fusiliers tatars de la 1ère brigade de fusiliers tatare de la Volga séparée dans la 1re armée à Atkarsk à la suite de la dissolution de l'école du bataillon. Avec le régiment, Romanov est envoyé pour combattre les Basmatchi dans l'oblast de Ferghana en novembre, servant dans des actions à Aralsk, Tachkent et Andijan, où il est blessé à la tête en mai 1920. Andreï Ieremenko écrit que Romanov a rencontré Mikhaïl Frounze pendant à l'hôpital. Pour sa direction de l'école régimentaire dans la campagne, Romanov est nommé commandant adjoint du régiment et, après sa récupération à partir du 7 juin, commande le régiment, qui devient plus tard le 11e régiment de fusiliers du Turkestan de la 4e division de fusiliers du Turkestan. 

## Période d'entre-deux-guerres
Le régiment de Romanov est transféré à Verniy après la suppression de la révolte Basmachi. En octobre 1923, il quitte l'Asie centrale pour suivre des cours supérieurs de tactique à la carabine pour l'amélioration du cadre de commandement d'infanterie de l'Armée rouge. Après avoir obtenu son diplôme en août 1924, il devient commandant du 50e régiment de fusiliers de la 17e division de fusiliers à Nizhny Novgorod. Romanov sert dans l'état-major de la division à partir de janvier 1925, d'abord en tant que chef de l'exercice, puis en tant que chef du département des opérations à partir d'octobre et chef de l'approvisionnement à partir d'août 1927, servant simultanément dans ce dernier poste pour les camps militaires de Gorokhovets. À Nizhny Novgorod, Marya Yefimovna donne naissance à deux fils, Vsevold (né en 1922) et Youry (né en 1923), et à une fille, Rimna, en 1927. Il est transféré au commandement du 18e régiment de fusiliers de la 6e division de fusiliers à Livny en mai 1931. 
Il sert comme commandant par intérim de la 55e division de fusiliers à Koursk à partir de juin 1938, devenant son commandant adjoint en décembre. Romanov prend le commandement de la 185e division de fusiliers, l'une des nouvelles divisions formées lors de l'expansion de l'Armée rouge, à Belgorod en août 1939. Il accompagne la division lorsqu'elle déménage à Minsk dans le district militaire spécial biélorusse en mai 1940 et en Lituanie en août dans le cadre du 11e corps de fusiliers de la 8e armée dans le district militaire spécial de la Baltique. Au cours de l'année, Romanov est promu général de division et est devenu membre du Parti communiste de l'Union soviétique. Après avoir été diplômé d'un cours de perfectionnement du commandant de six mois à l'Académie militaire de l'état-major général à partir de décembre, il devient commandant de la 172e division de fusiliers en mars 1941.

## Seconde Guerre mondiale

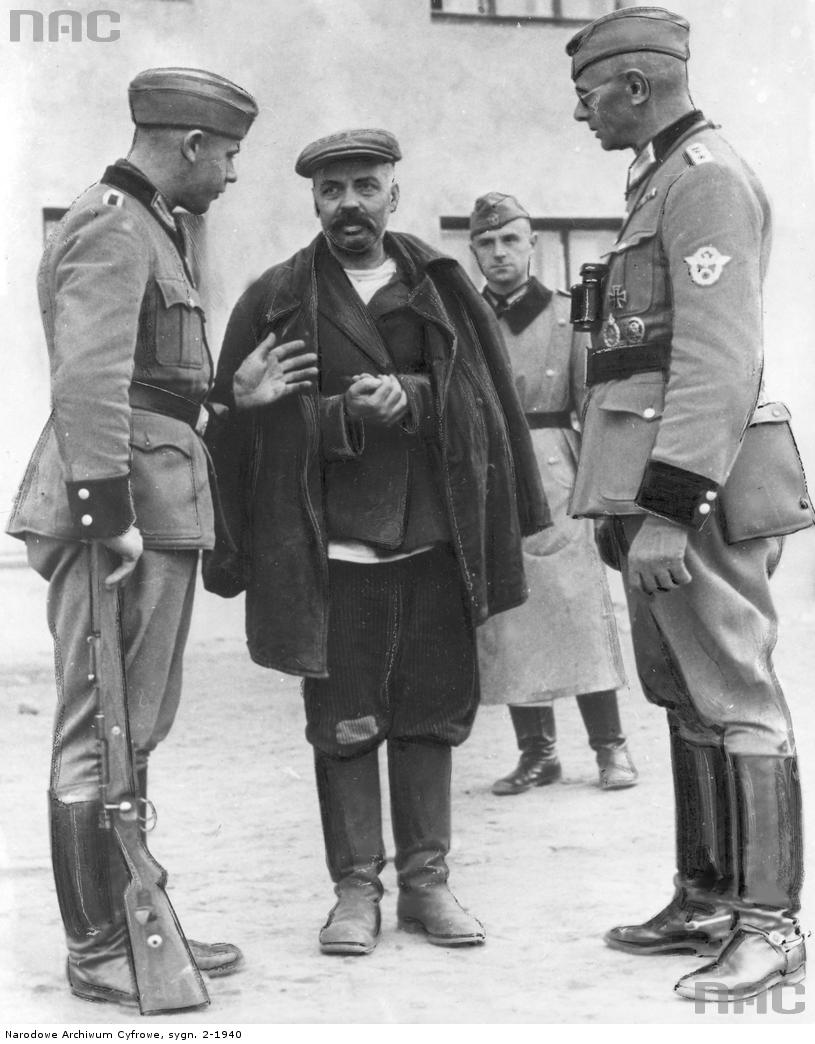
Une photographie de propagande allemande censée montrer Romanov en civil après sa capture.

Lorsque l'opération Barbarossa, l'invasion allemande de l'Union soviétique, commence le 22 juin, le 172e est stationné au camp militaire de Tesnitskoye près de Toula. Fin juin et début juillet, la division est transportée d'urgence dans la ville biélorusse de Moguilev, où elle est intégrée au 61e corps de fusiliers de la 13e armée du front occidental. Là, Romanov organise la défense de la rive ouest du Dniepr, bloquant les routes Minsk – Moguilev et Moguilev – Bobruisk. En plus de sa propre unité, Romanov contrôle finalement les forces de la 110e division de fusiliers, les régiments ou les vestiges des 132e, 137e, 160e et 143e divisions de fusiliers, en plus des restes du 20e corps mécanisé ; ceux-ci forment le cœur de la défense de la ville. Immédiatement après son arrivée, la ville est assiégée par les troupes allemandes, dont la première attaque est faite par des éléments du 3. Panzerarmee contre la division le 3 juillet. Les défenseurs réussissent à repousser l'attaque et les tentatives allemandes successives de traverser le Dniepr, mais sont progressivement usés après 23 jours d'encerclement. 

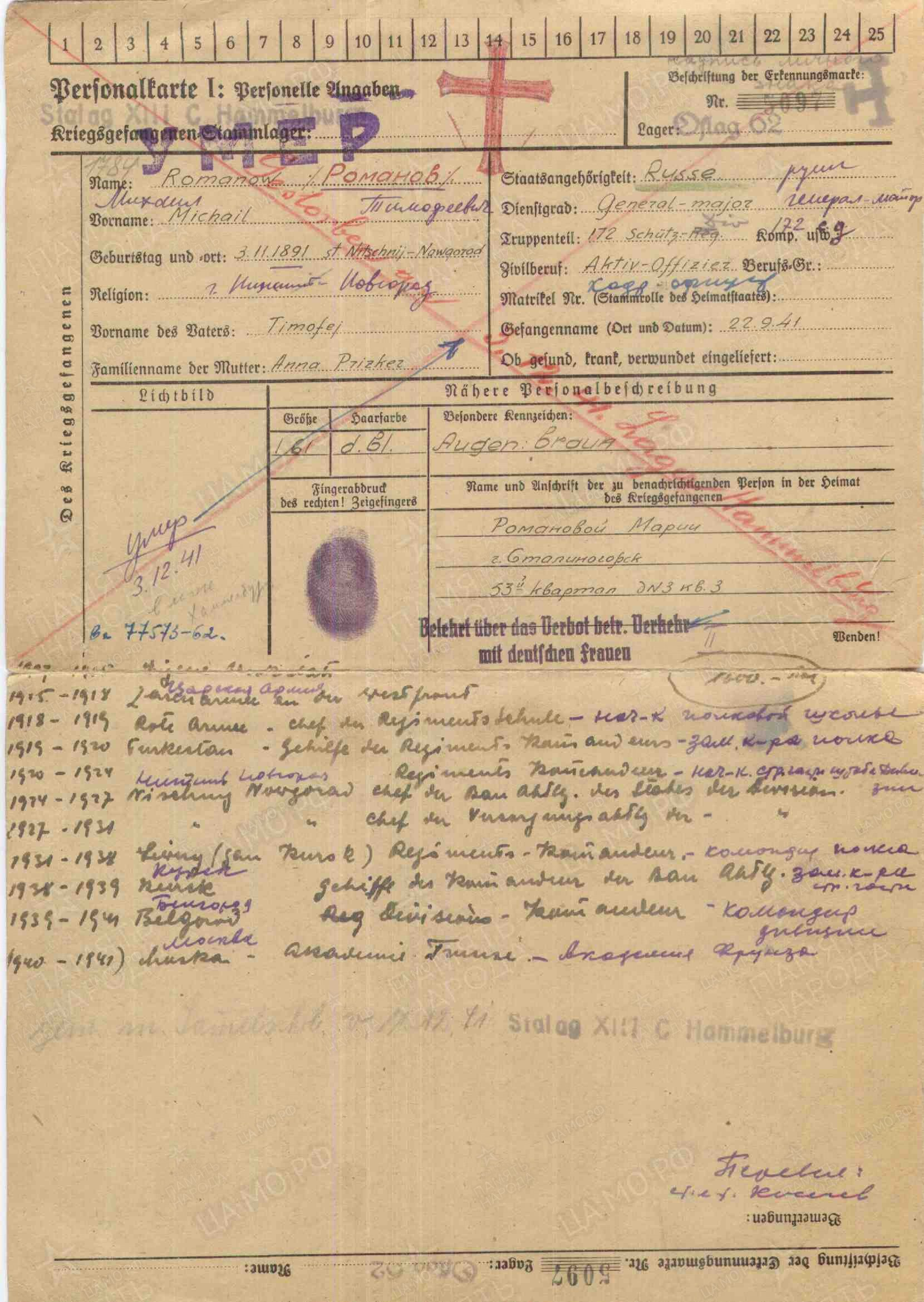
Personalkarte I de Romanov, utilisé pour enregistrer principalement les prisonniers de guerre soviétiques.

Dans la nuit du 26 au 27 juillet, le commandant du 61e corps de fusiliers, le général de division Fyodor Bakunin, ordonne une tentative d'évasion après que la garnison soit à court de munitions. Romanov est grièvement blessé à l'épaule gauche lors de l'évasion. Sa colonne rejoint un convoi allemand sous le couvert de l'obscurité mais est repérée et détruite. Romanov se caché sous la paille dans un chariot et est abrité par une famille paysanne dans le village de Barsuki, à 32 kilomètres à l'ouest de la ville. Il y est capturé le 22 septembre et envoyé au camp de prisonniers de guerre de Lupolovo après avoir été soigné dans un hôpital allemand de Moguilev, selon un rapport d'interrogatoire rédigé par un officier du centre du régiment de police . En quelques semaines, Romanov est transféré au camp de prisonniers de guerre de Hammelburg, mourant de sa blessure le 3 décembre 1941. Il est rapporté à tort par le témoignage d'anciens prisonniers de guerre soviétiques libérés comme étant décédé en juillet 1943 . Romanov reçoit l'ordre du Drapeau rouge le 9 août 1941 pour son commandement pendant le siège . Il est survécu par sa femme, mais son fils aîné est également mort dans la guerre. 

## Héritage
Une rue de Moguilev est renommée en l'honneur de Romanov en 1966 un buste de lui est dévoilé dans la ville en 2014. 